# Asia League Ice Hockey 2005/06
Die Saison 2005/06 war die dritte Spielzeit der Asia League Ice Hockey, der höchsten ostasiatischen Eishockeyspielklasse. Meister wurde zum zweiten Mal in der Vereinsgeschichte der Kokudo Ice Hockey Club.

## Modus
In der regulären Saison absolvierte jede der neun Mannschaften insgesamt 38 Spiele. Die sechs bestplatzierten Mannschaften der regulären Saison qualifizierten sich für die Playoffs, in denen der Meister ausgespielt wurde, wobei die beiden bestplatzierten Mannschaften direkt für das Playoff-Halbfinale qualifiziert waren. Für einen Sieg nach regulärer Spielzeit erhielt jede Mannschaft drei Punkte, bei einem Sieg nach Overtime zwei Punkte, bei einem Unentschieden und einer Niederlage nach Overtime gab es einen Punkt und bei einer Niederlage nach der regulären Spielzeit null Punkte.

## Reguläre Saison

### Tabelle
|    | Klub                    | Sp | S  | OTS | U | OTN | N  | Tore    | Punkte |
| -- | ----------------------- | -- | -- | --- | - | --- | -- | ------- | ------ |
| 1. | Nippon Paper Cranes     | 38 | 30 | 2   | 1 | 0   | 5  | 240:066 | 95     |
| 2. | Anyang Halla            | 38 | 25 | 0   | 0 | 3   | 10 | 164:100 | 78     |
| 3. | Kokudo Ice Hockey Club  | 38 | 24 | 0   | 4 | 1   | 9  | 156:078 | 77     |
| 4. | Ōji Eagles              | 38 | 22 | 0   | 4 | 2   | 10 | 159:087 | 72     |
| 5. | Nordic Vikings          | 38 | 20 | 2   | 1 | 0   | 15 | 129:108 | 65     |
| 6. | Nikkō Kōbe Ice Bucks    | 38 | 16 | 2   | 2 | 1   | 17 | 103:118 | 55     |
| 7. | Kangwon Land            | 38 | 7  | 2   | 2 | 1   | 26 | 096:143 | 28     |
| 8. | Harbin Ice Hockey Team  | 38 | 7  | 1   | 1 | 0   | 29 | 068:198 | 24     |
| 9. | Qiqihar Ice Hockey Team | 38 | 3  | 0   | 1 | 1   | 33 | 061:278 | 11     |

Sp = Spiele, S = Siege, U = Unentschieden, N = Niederlagen, OTS = Overtime-Siege, OTN = Overtime-Niederlage, SOS = Penalty-Siege, SON = Penalty-Niederlage

## Playoffs
|  | Pre-Playoffs | Pre-Playoffs           | Pre-Playoffs |  |  | Halbfinale | Halbfinale             | Halbfinale |  |   | Finale              | Finale                 | Finale |
|  |              |                        |              |  |  |            |                        |            |  |   |                     |                        |        |
|  |              |                        |              |  |  | 1          | Nippon Paper Cranes    | 3          |  |   |                     |                        |        |
|  | 4            | Ōji Eagles             | 3            |  |  | 4          | Ōji Eagles             | 0          |  |   |                     |                        |        |
|  | 5            | Nordic Vikings         | 1            |  |  |            |                        |            |  | 1 | Nippon Paper Cranes | 2                      |        |
|  |              |                        |              |  |  |            |                        |            |  |   | 3                   | Kokudo Ice Hockey Club | 3      |
|  |              |                        |              |  |  | 2          | Anyang Halla           | 1          |  |   |                     |                        |        |
|  | 3            | Kokudo Ice Hockey Club | 3            |  |  | 3          | Kokudo Ice Hockey Club | 3          |  |   |                     |                        |        |
|  | 6            | Nikkō Kōbe Ice Bucks   | 0            |  |  |            |                        |            |  |   |                     |                        |        |

### ALIH-Meister
| ALIH-Meister Kokudo Ice Hockey Club | Torhüter: Naoya Kikuchi, Shiro Matsumoto Verteidiger: Yutaka Kawaguchi, Ryūichi Kawai, Masahiro Kawamura, Takayuki Kobori, Hiroyuki Miura, Fumitaka Miyauchi, Yuichi Sasaki, Kazuyoshi Yamaguchi Angreifer: Kiyoshi Fujita, Dai Ishiguro, Tōru Kamino, Koji Kayamori, Yōsuke Kon, Shuji Masuko, Daisuke Obara, Joel Prpic, Keiji Sasaki, Shō Satō, Takahito Suzuki, Kei Tonosaki, Tomohiko Uchiyama, Chris Yule Cheftrainer: |